# Leucauge simplex
Leucauge simplex är en spindelart som beskrevs av F. O. Pickard-Cambridge 1903. Leucauge simplex ingår i släktet Leucauge och familjen käkspindlar. Inga underarter finns listade i Catalogue of Life.